# 交通刑務所
交通刑務所（こうつうけいむしょ）とは、刑務所の種類の1つ。

## 概要
交通刑務所は、主として交通事故を起こしたり悪質な道路交通法違反など交通犯罪を犯し、懲役刑ないしは禁錮刑などの自由刑の判決を受けた受刑者が収容される矯正施設の通称である。

## 日本法上の交通刑務所
法律上、交通刑務所は定義されているものではないが、交通事犯の受刑者を専門に受け入れている市原刑務所や交通事犯を含む短期ないしは犯罪傾向の低い受刑者を収容している加古川刑務所が該当する。